# Hiroko Kitazume
Hiroko Kitazume –en japonés, 北爪 弘子, Kitazume Hiroko– (8 de septiembre de 1971) es una deportista japonesa que compitió en judo. Ganó dos medallas en el Campeonato Asiático de Judo en los años 1988 y 1991.

## Palmarés internacional
| Campeonato Asiático | Campeonato Asiático | Campeonato Asiático | Campeonato Asiático |
| Año                 | Lugar               | Medalla             | Categoría           |
| ------------------- | ------------------- | ------------------- | ------------------- |
| 1988                | Damasco (Siria)     | Medalla de plata    | –61 kg              |
| 1991                | Osaka (Japón)       | Medalla de bronce   | –61 kg              |